# Васил Павурджиев
Васил Димитров Павурджиев е български писател и преводач, поет, прозаик, журналист, общественик политик от БЗНС.

## Биография
Завършва гимназия в Пловдив, а от 1922 става член на БЗНС и следва право в Софийски университет „Св. Климент Охридски“. В периода 1923 – 1925 година е арестуван няколко пъти поради участието му в Септемврийското въстание и особено след Атентата в църквата Света Неделя, по-късно освободен и уволнен от служба, става тютюноработник. Между 1925 и 1944 е журналист в Пловдив и София и става директор на Държавната печатница. През 1936 година посещава СССР, откъдето изпраща репортажи, някои от които излизат във в. Заря. Един от основателите на народното движение за българо-съветска дружба. След Деветосептемврийския преврат от 1944 година е председател на Съюза на българо-съветските дружества. Редактор е на в. Земеделско знаме от 1946 до 1948, един от основателите и главен редактор на сп. Пламъче (1945 – 1948), министър на мините и подземните богатства (1947 – 1948). От 1946 до 1948 е главен редактор на вестник Земеделско знаме и председател на съюза на българските журналисти. През 1947 година става министър на мините и подземните богатства.

## Литературна дейност
Литературната си дейност започва през 1916 г. в сп. Българан, Смях и сълзи, Маскарад, където се появява и колективното му хумористично творчество с Христо Смирненски, подписвано като „Ведбал и Васка П“. Пише поезия, хумор, публицистика, стихове и приказки за деца. Сътрудничи на Вестник на вестниците и в. „Пладне, Заря, Щука. По-особено значение имат басните му. Като баснописец следва линията на нашата литература, набелязана от П. Р. Славейков, Стоян Михайловски, Димитър Подвързачов. Превежда от руски език.
| Творба                             | Година  |
| ---------------------------------- | ------- |
| „Окови“                            | 1928 г. |
| „Слънчева градинка“                | 1933 г. |
| „На гости у слънцето“              | 1937 г. |
| „Портокаловото момче“              | 1938 г. |
| „Ангелчето на цветята“             | 1939 г. |
| „Китайски приказки“                | 1939 г. |
| „Страшилището на пустинята“        | 1939 г. |
| „Японски приказки“                 | 1939 г. |
| „Белият хляб“                      | 1942 г. |
| „Приключенията на Скришко“         | 1942 г. |
| „Нимбус и мистериозмия куфар“      | 1943 г. |
| „Опасни елементи“                  | 1945 г. |
| „Чудните музиканти“                | 1945 г. |
| „Веселата сватба“                  | 1946 г. |
| „Тридесет години съветска култура“ | 1947 г. |
| „Златното сърце“                   | 1948 г. |

- През 1948 г. издава „Стихове за деца и юноши“ с предговор от Георги Веселинов[1]